# Вернике, Ева-Мария
Ева-Мария Вернике (нем. Eva-Maria Wernicke; 30 сентября 1953, Байерфельд, ГДР) — немецкая саночница, выступавшая за сборную ГДР в середине 1970-х — начале 1980-х годов. Принимала участие в зимних Олимпийских играх 1976 года в Инсбруке, однако в программе женских одиночных заездов смогла подняться лишь до четвёртого места.
Ева-Мария Вернике является обладательницей бронзовой медали чемпионата мира 1973 года, проходившего в Оберхофе. Спортсменка дважды получала подиум чемпионатов Европы, в её послужном списке бронзовая награда соревнований 1973 года в Кёнигсзее и серебряная награда турнира 1975 года, состоявшегося в городе Вальдаора. Все медали получила за состязания между женскими одиночками.
Карьеру профессиональной спортсменки Вернике закончила в начале 1980-х годов, после чего устроилась работать инструктором по санному спорту в Лейпциге, позже вышла замуж, имеет двух дочерей. По прошествии двух лет после воссоединения ФРГ и ГДР, эмигрировала из Германии в Швейцарию, ныне работает секретарём-референтом в Берне.